# I Wanna Save the Kids
I Wanna Save the Kids (noto anche come IWSTK) è un videogioco freeware indie pubblicato da Mike "Kayin" O'Reilly, il suo creatore, a fine 2007 in tutto il mondo sul suo sito ufficiale. Si tratta del prequel di I Wanna Be the Guy (nonostante sia uscito in seguito ad esso) e quindi in ordine cronologico il primo gioco della serie I Wanna Be the Guy.
La meccanica di gioco è ispirata al gioco di Lemmings: The Kid deve riuscire a salvare dei ragazzini, che si muovono in avanti noncuranti dei pericoli, e portarli al sicuro in una sorta di casetta. Per farlo ha a disposizione vari strumenti, ma spesso e volentieri è costretto a procurarsi questi strumenti superando mappe degne di IWBTG, con tanto di spine, ciliegie cadenti e altro. Il gioco è tuttora un alpha-test ed è in via di sperimentazione.
Nel 2014 l'olandese Giuliano Senese ha pubblicato sui siti di crowdfunding Kicktraq e Kickstarter un progetto che punta a 1,500 dollari (di cui sono stati donati soltanto 10) per rendere il videogioco disponibile ufficialmente su IOS e Android. Il progetto non raggiunge la somma sperata e viene quindi cancellato.

## Trama
All'inizio del gioco si avvia un filmato che spiega la trama e la posizione nella linea del tempo di I Wanna Be the Guy. Anche qui la storia è molto semplice e parodistica.